# Adobo criollo
El adobo criollo es una mezcla de especias típica de la gastonomía de Uruguay y  condimento por excelencia de la misma, que se compone de orégano, tomillo, comino y ají molido. Se utiliza principalmente para sazonar carnes, pero básicamente cualquier plato salado, en distintas proporciones junto al orégano. Es además la base para preparar el chimichurri con el agregado de ajo, perejil, aceite y vinagre y el mojo (básicamente una salsa a base de adobo, agua y sal). Suele venderse ya pronto industrializado con esta denominación. En Uruguay, la palabra "adobar" se utiliza como sinónimo de condimentar. Su nombre podría deberse a la técnica española de marinado y conservación de carnes también conocida como adobo.